# Santiago del Estero
Santiago del Estero là một thành phố nằm trong tỉnh Santiago del Estero của Argentina. Thành phố Santiago del Estero có diện tích 2116 km2, dân số theo ước tính năm 2009 là 357.000 người. Đây là thành phố lớn thứ 12 tại Argentina.
Thành phố nằm trên sông Dulce và trên quốc lộ 9, ở khoảng cách 1.042 km về phía bắc-tây bắc so với thủ đô Buenos Aires. Santiago del Estero là thành phố lâu đời nhất được thành lập bởi những người định cư Tây Ban Nha ở Argentina vẫn còn tồn tại như vậy, ước tính có 455 năm tuổi, theo các nguồn lịch sử của Argentina. Như vậy, nó có biệt danh "Madre de Ciudades" (Mẹ của thành phố), vì nó là thành phố đầu tiên được thành lập trên lãnh thổ thực sự của Argentina. Nó được chính thức tuyên bố "Mẹ của thành phố và Cái nôi của Văn hoa dân gian".
Thành phố có Đại học Quốc gia Santiago del Estero, được thành lập vào năm 1973, và Universidad Catolica, được thành lập vào năm 1960. Các công trình đáng chú ý khác bao gồm nhà thờ của thành phố, các Convent Santo Domingo, và Khảo cổ học Bảo tàng tỉnh.
Sân bay quốc tế Santiago del Estero nằm 6 km về phía bắc của thành phố, và có các chuyến bay thường xuyên đến Buenos Aires và San Miguel de Tucumán.

## Khí hậu
| Dữ liệu khí hậu của Santiago del Estero (1961–1990)                | Dữ liệu khí hậu của Santiago del Estero (1961–1990) | Dữ liệu khí hậu của Santiago del Estero (1961–1990) | Dữ liệu khí hậu của Santiago del Estero (1961–1990) | Dữ liệu khí hậu của Santiago del Estero (1961–1990) | Dữ liệu khí hậu của Santiago del Estero (1961–1990) | Dữ liệu khí hậu của Santiago del Estero (1961–1990) | Dữ liệu khí hậu của Santiago del Estero (1961–1990) | Dữ liệu khí hậu của Santiago del Estero (1961–1990) | Dữ liệu khí hậu của Santiago del Estero (1961–1990) | Dữ liệu khí hậu của Santiago del Estero (1961–1990) | Dữ liệu khí hậu của Santiago del Estero (1961–1990) | Dữ liệu khí hậu của Santiago del Estero (1961–1990) | Dữ liệu khí hậu của Santiago del Estero (1961–1990) |
| Tháng                                                              | 1                                                   | 2                                                   | 3                                                   | 4                                                   | 5                                                   | 6                                                   | 7                                                   | 8                                                   | 9                                                   | 10                                                  | 11                                                  | 12                                                  | Năm                                                 |
| ------------------------------------------------------------------ | --------------------------------------------------- | --------------------------------------------------- | --------------------------------------------------- | --------------------------------------------------- | --------------------------------------------------- | --------------------------------------------------- | --------------------------------------------------- | --------------------------------------------------- | --------------------------------------------------- | --------------------------------------------------- | --------------------------------------------------- | --------------------------------------------------- | --------------------------------------------------- |
| Cao kỉ lục °C (°F)                                                 | 43.9 (111.0)                                        | 42.7 (108.9)                                        | 40.7 (105.3)                                        | 37.0 (98.6)                                         | 35.0 (95.0)                                         | 31.9 (89.4)                                         | 37.3 (99.1)                                         | 37.0 (98.6)                                         | 41.0 (105.8)                                        | 43.1 (109.6)                                        | 44.2 (111.6)                                        | 45.2 (113.4)                                        | 45.2 (113.4)                                        |
| Trung bình ngày tối đa °C (°F)                                     | 33.9 (93.0)                                         | 32.6 (90.7)                                         | 30.0 (86.0)                                         | 26.6 (79.9)                                         | 23.6 (74.5)                                         | 20.0 (68.0)                                         | 20.8 (69.4)                                         | 23.8 (74.8)                                         | 26.5 (79.7)                                         | 30.2 (86.4)                                         | 32.1 (89.8)                                         | 33.8 (92.8)                                         | 27.8 (82.0)                                         |
| Trung bình ngày °C (°F)                                            | 26.8 (80.2)                                         | 25.6 (78.1)                                         | 23.4 (74.1)                                         | 20.0 (68.0)                                         | 16.7 (62.1)                                         | 12.7 (54.9)                                         | 12.6 (54.7)                                         | 15.0 (59.0)                                         | 18.4 (65.1)                                         | 22.3 (72.1)                                         | 24.7 (76.5)                                         | 26.5 (79.7)                                         | 20.4 (68.7)                                         |
| Tối thiểu trung bình ngày °C (°F)                                  | 20.3 (68.5)                                         | 19.7 (67.5)                                         | 17.9 (64.2)                                         | 14.4 (57.9)                                         | 10.9 (51.6)                                         | 6.5 (43.7)                                          | 5.6 (42.1)                                          | 6.9 (44.4)                                          | 10.1 (50.2)                                         | 14.6 (58.3)                                         | 17.5 (63.5)                                         | 19.5 (67.1)                                         | 13.7 (56.7)                                         |
| Thấp kỉ lục °C (°F)                                                | 10.0 (50.0)                                         | 6.6 (43.9)                                          | 4.5 (40.1)                                          | −0.2 (31.6)                                         | −5.2 (22.6)                                         | −6.8 (19.8)                                         | −9.0 (15.8)                                         | −7.1 (19.2)                                         | −4.0 (24.8)                                         | 0.4 (32.7)                                          | 4.7 (40.5)                                          | 8.8 (47.8)                                          | −9.0 (15.8)                                         |
| Lượng Giáng thủy trung bình mm (inches)                            | 135.5 (5.33)                                        | 111.3 (4.38)                                        | 83.3 (3.28)                                         | 37.2 (1.46)                                         | 16.7 (0.66)                                         | 6.2 (0.24)                                          | 3.7 (0.15)                                          | 4.5 (0.18)                                          | 13.8 (0.54)                                         | 33.2 (1.31)                                         | 67.6 (2.66)                                         | 96.1 (3.78)                                         | 609.1 (23.98)                                       |
| Số ngày giáng thủy trung bình (≥ 0.1 mm)                           | 10                                                  | 8                                                   | 9                                                   | 6                                                   | 5                                                   | 3                                                   | 3                                                   | 2                                                   | 3                                                   | 5                                                   | 7                                                   | 9                                                   | 70                                                  |
| Độ ẩm tương đối trung bình (%)                                     | 67                                                  | 70                                                  | 75                                                  | 76                                                  | 75                                                  | 73                                                  | 67                                                  | 57                                                  | 54                                                  | 56                                                  | 59                                                  | 62                                                  | 66                                                  |
| Số giờ nắng trung bình tháng                                       | 241.8                                               | 223.2                                               | 192.2                                               | 174.0                                               | 145.7                                               | 135.0                                               | 158.1                                               | 207.7                                               | 189.0                                               | 210.8                                               | 234.0                                               | 226.3                                               | 2.337,8                                             |
| Phần trăm nắng có thể                                              | 57                                                  | 60                                                  | 51                                                  | 51                                                  | 43                                                  | 43                                                  | 48                                                  | 60                                                  | 53                                                  | 53                                                  | 57                                                  | 53                                                  | 52                                                  |
| Nguồn 1: NOAA                                                      |                                                     |                                                     |                                                     |                                                     |                                                     |                                                     |                                                     |                                                     |                                                     |                                                     |                                                     |                                                     |                                                     |
| Nguồn 2: Servicio Meteorológico Nacional (ngày giáng), UNLP (nắng) |                                                     |                                                     |                                                     |                                                     |                                                     |                                                     |                                                     |                                                     |                                                     |                                                     |                                                     |                                                     |                                                     |